# Henry Hubbard
Henry Hubbard (Charlestown, 1784. május 3. – Charlestown, 1857. június 5.) az Amerikai Egyesült Államok szenátora (New Hampshire, 1835–1841).